# Erich Ott (Medailleur)
Erich Ott (* 3. Dezember 1944 in Oberammergau) ist ein deutscher Bildhauer und Medailleur. Er gehört neben Heinz Hoyer zu den bekanntesten Münzgestaltern in Deutschland und führt als Monogramm seine Initialen Œ.

## Leben
Von 1959 bis 1963 besuchte Erich Ott die Fachschule für Holzschnitzerei in Oberammergau und studierte anschließend Bildhauerei an der Akademie der Bildenden Künste München, wo er Schüler von Josef Henselmann und Hans Ladner war. Seit seinem Abschluss im Jahr 1969 lebt und arbeitet er als freischaffender Bildhauer in München mit einem Atelier im Stadtteil Maxvorstadt. Seit seiner Gründung 1988 gehört Erich Ott zum Künstlerkreis der Medailleure München, einem Zusammenschluss erfahrener Medailleure.
Zum ersten Mal nahm er 1972 an einem offiziellen Münzwettbewerb teil, bei dem er den 3. Platz belegte. Die erste von ihm gestaltete und daraufhin geprägte Münze war die 5-DM-Gedenkmünze zum 200. Geburtstag von Carl Friedrich Gauß. Es folgten weitere Gedenkmünzen der Bundesrepublik Deutschland in D-Mark. Im Jahr 1990 entwarf er die 2-DM-Kursmünze mit dem Bildnis von Franz Josef Strauß. Auch nach der Euro-Einführung entwarf Erich Ott einige Gedenkmünzen, so auch die Wertseite der deutschen 100-Euro-Gedenkmünze zur „Fußball-Weltmeisterschaft 2006“ und die 2-Euro-Gedenkmünze „Hamburg“ der Bundesländerserie aus dem Jahr 2008. Am 11. Dezember 2008 gewann er den Münzwettbewerb für die 2-Euro-Gedenkmünze „Bayern“ der Bundesländerserie, die im Jahr 2012 erschien. Auch für die 2014 erschienene 2-Euro-Gedenkmünze aus Niedersachsen war er verantwortlich.
Des Weiteren gestaltet und produziert Ott Medaillen, die beispielsweise in Ausstellungen der Staatlichen Kunstsammlungen Dresden oder der Staatlichen Münzsammlung München zu sehen sind.

## Werke von Erich Ott (Auswahl)

2-Euro-Gedenkmünze Deutschland 2014